# Gerardo de Cremona
Gerardo de Cremona (en latín: Gherardo Cremonensis; Cremona, c. 1114 - posiblemente en Toledo, 1187) fue un célebre traductor italiano del siglo XII, quien es conocido por los trabajos que realizó en España. Está considerado uno de los más prolíficos de su tiempo, con cerca de setenta obras traducidas del árabe al griego y al latín.

## Contexto histórico
Poco antes del nacimiento de Gerardo, en el año 1085, la ciudad de Toledo fue tomada a los musulmanes por Alfonso VI, rey de Castilla y León, y pronto se convertiría en su capital.
La ciudad atesoraba en sus bibliotecas un gran número de obras conservadas por los árabes. La conquista de la ciudad atrajo a estudiosos de toda Europa y se creó una comunidad que se encargó de realizar traducciones del árabe al latín, a esta comunidad se la denominó Escuela de Traductores de Toledo. No se trató de una institución formal sino, más bien, de un fenómeno que se extendió del siglo XII al XIII. Esta escuela, al igual que las otras que pudieron existir, consistía en un conjunto de asesores en lingüística, traducción de idiomas y buscadores de manuscritos árabes.

## Biografía
Poco se conoce de los detalles de la vida de Gerardo, solo se puede deducir de los trabajos que realizó y de los lugares en los que estuvo. Nació en la ciudad de Cremona, en Lombardía (norte de Italia). Se trasladó a Toledo buscando un ejemplar del Almagesto de Claudio Ptolomeo.
Aunque es incierta la fecha exacta de la llegada de Gerardo a Toledo, es muy probable que fuera antes de 1144, cuando contaba treinta años de edad. Bajo el patronato de Raimundo de Toledo, el arzobispo de la ciudad, Gerardo trabajó en traducciones junto a Juan de Sevilla.

## Traducciones
Una de sus más famosas traducciones fue realizada en 1175 basándose en un texto encontrado en Toledo. Esta traducción introdujo definitivamente el Almagesto del astrónomo griego Tolomeo en la tradición científica europea. Esta traducción fue la que más se usó en Europa hasta el Renacimiento. Gerardo de Cremona no pudo traducir muchos de los términos técnicos e incluso retuvo el nombre árabe de «Abrachir» para Hiparco. Dado que Europa conoció este trabajo a través de los árabes, muchos de los nombres clásicos de las estrellas provienen de los nombres árabes registrados en esta obra, si bien con numerosas alteraciones.

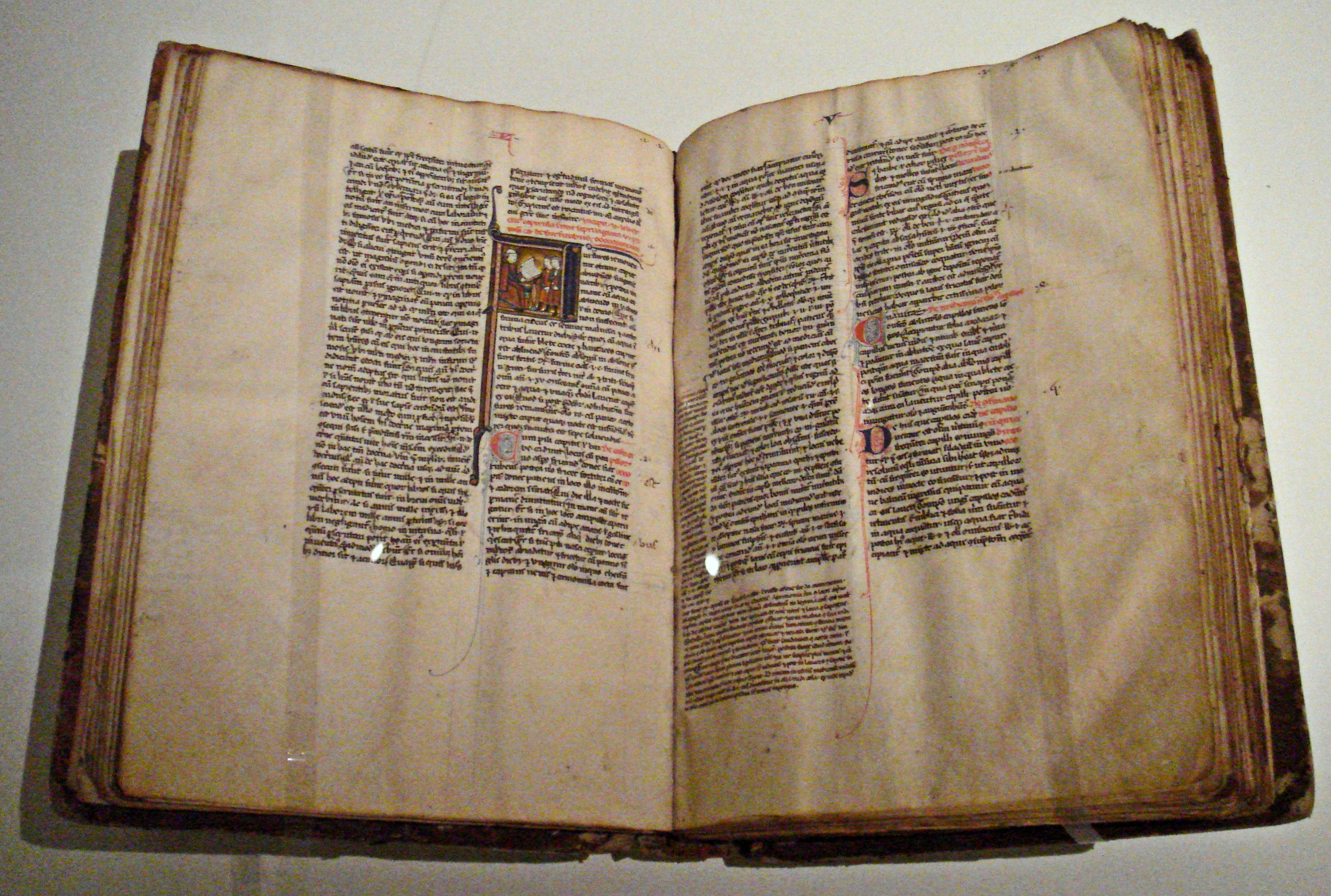
Tratado de medicina de Al-Razi traducido por Gerardo de Cremona. Conservado en el Museo Nacional de la Edad Media de París.

Entre sus traducciones figuran además:
- el Compendio de cálculo por reintegración y comparación, de Al-Juarismi, que es el primer libro de álgebra;
- la Meteorología, el tratado Sobre el cielo y el mundo, la Física y los Segundos analíticos, de Aristóteles;
- las Tablas toledanas, tablas astronómicas confeccionadas en Toledo, a petición de Al-Mamún, por un grupo de astrónomos dirigidos probablemente por Azarquiel;[2]. Las Tablas eran la compilación de datos astronómicos más exacta que había en Europa en ese tiempo.
- el Canon de Medicina (Qanun) y el Kitab al-tibb al Mansuri (una enciclopedia de medicina), de Avicena;
- una compilación médica de Yahya ibn Sarafyun.

Gerardo es célebre también por una traducción errónea: tradujo «números irracionales» en vez de «inconmensurables», error que se difundió en la Edad Media hasta el presente, y por el cual se le llama así al conjunto de los números irracionales.
También es creador de varios términos anatómicos.
En total, Gerardo de Cremona tradujo 87 obras del árabe, muchas de ellas versiones árabigas de los matemáticos griegos.